# Bataille de Saint-Vith
Batailles
Front d'Europe de l'Ouest
- Campagnes du Danemark et de Norvège
- Bataille de France
- Bataille de Belgique
- Bataille des Pays-Bas
- Bataille d'Angleterre
- Blitz
- Opération Myrmidon
- Opération Ambassador
- Raid de Dieppe
- Sabordage de la flotte française à Toulon
- Bataille aérienne de Berlin
- Bataille de Normandie
- Débarquement de Provence
- Libération de la France
- Campagne de la ligne Siegfried
- Bataille du Benelux
- Poche de Breskens
- Bataille des Vosges (Bruyères)
- Bataille des Ardennes
- Bataille de Saint-Vith
- Siège de Bastogne
- Opération Bodenplatte
- Opération Nordwind
- Campagne de Lorraine
- Bataille d'Alsace (Forêt de la Hardt, Poche de Colmar Jebsheim)
- Campagne d'Allemagne
- Raid de Granville
- Libération d'Arnhem
- Bataille de Groningue
- Insurrection géorgienne du Texel
- Bataille de Slivice
- Capitulation allemande

Front d’Europe de l’Est

Campagnes d'Afrique, du Moyen-Orient et de Méditerranée

Bataille de l’Atlantique

Guerre du Pacifique

Guerre sino-japonaise

Théâtre américain
La bataille de Saint-Vith est un épisode de la bataille des Ardennes, qui débuta le 16 décembre 1944 avec la contre-offensive de la Ve Panzer Armee contre le flanc droit des positions du VIIIe Corps américain, visant à reprendre Anvers aux mains des Alliés. Elle résulta en une retraite américaine et la reprise de la ville par les Allemands le 21 décembre.
Bien qu'elle fût recapturée par la Wehrmacht, la résistance des troupes américaines mit un frein à la contre-offensive allemande et contribua à l'échec de l'opération « Wacht am Rhein » avec la défense de Bastogne par la 101e aéroportée. Saint-Vith sera définitivement libérée par les Alliés en février 1945.

## Plan d'offensive allemand

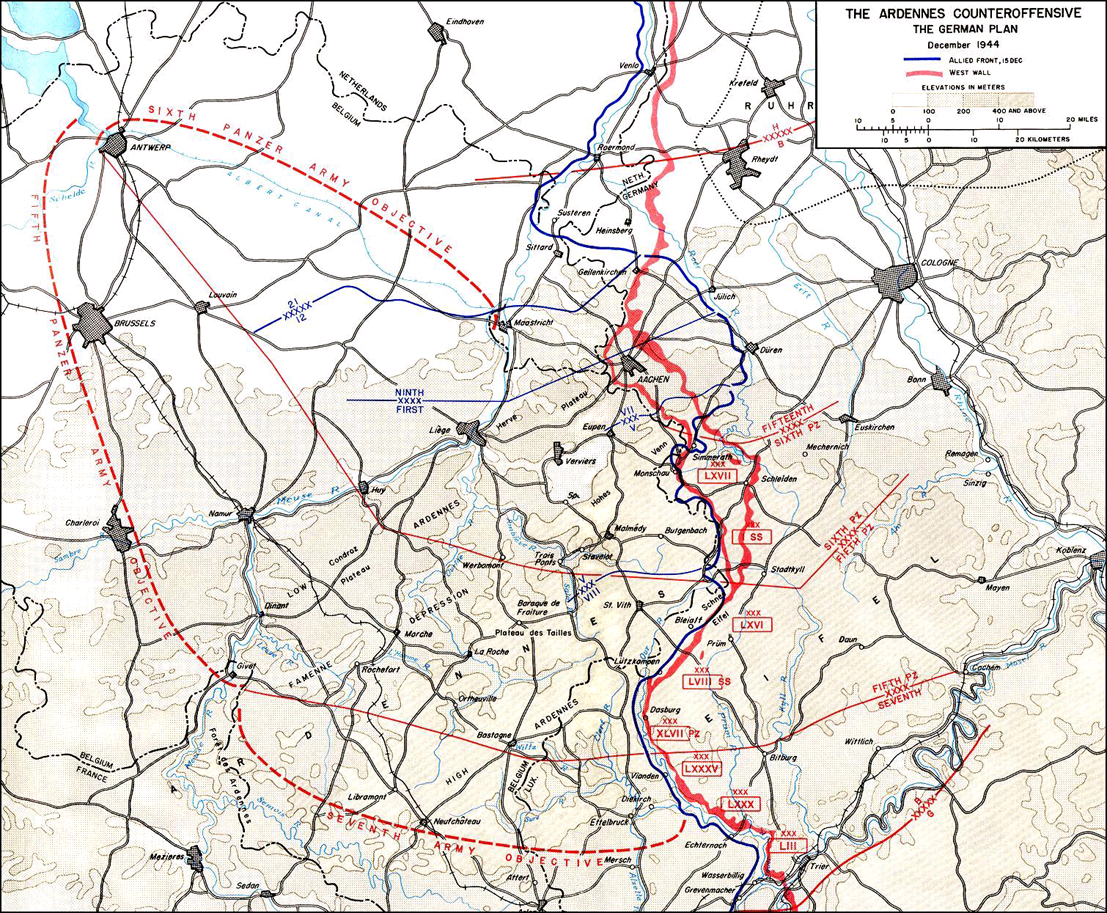
Plan de l'offensive « Wacht am Rhein ».

Le 16 septembre 1944 après une conférence tenue à l'Oberkommando der Wehrmacht, Hitler charge un état-major restreint sous le contrôle du général Jodl de préparer une offensive en Ardennes. Cette opération reçoit le nom de « Wacht am Rhein » (allusion à l'hymne Garde au Rhin). Des mesures draconiennes sont prises pour le maintien du secret. Les maréchaux von Rundstedt et Model sont informés le 24 octobre. Ce dernier est un fidèle du régime ; il commande le groupe d'armées B qui sera chargé de l'attaque et dont les unités auront du nord au sud les objectifs suivants :
- La 15e armée fixera l'ennemi en front.
- La 6e SS Panzer Armee (neuf divisions) sera chargée de l'effort principal. Nouvellement constituée, elle sera mise en place au dernier moment. Elle franchira la Meuse au sud-ouest de Liège, protègera elle-même son flanc nord, coupera les forces alliées du nord de leur ligne de communication et s'emparera d'Anvers.
- La 5e Panzer-Armee (neuf divisions) franchira la Meuse dans la zone de Namur et avancera jusqu'à Bruxelles pour protéger le flanc sud au-delà de la Meuse.
- La 7e armée (onze divisions) attaquera pour protéger le flanc sud à la hauteur d'Arlon jusqu'à la Meuse.

L'opération sera appuyée par :
- Le parachutage de nuit au nord de Malmedy de l'unité du colonel von der Heydte chargée de bloquer les routes venant du nord (opération Stösser).
- L'infiltration en Ardennes de l'unité spéciale du colonel Skorzeny composée de militaires allemands en uniforme américain parlant l'anglais et chargée de créer la confusion dans les lignes américaines (Opération Greif).

## Déroulement de la bataille

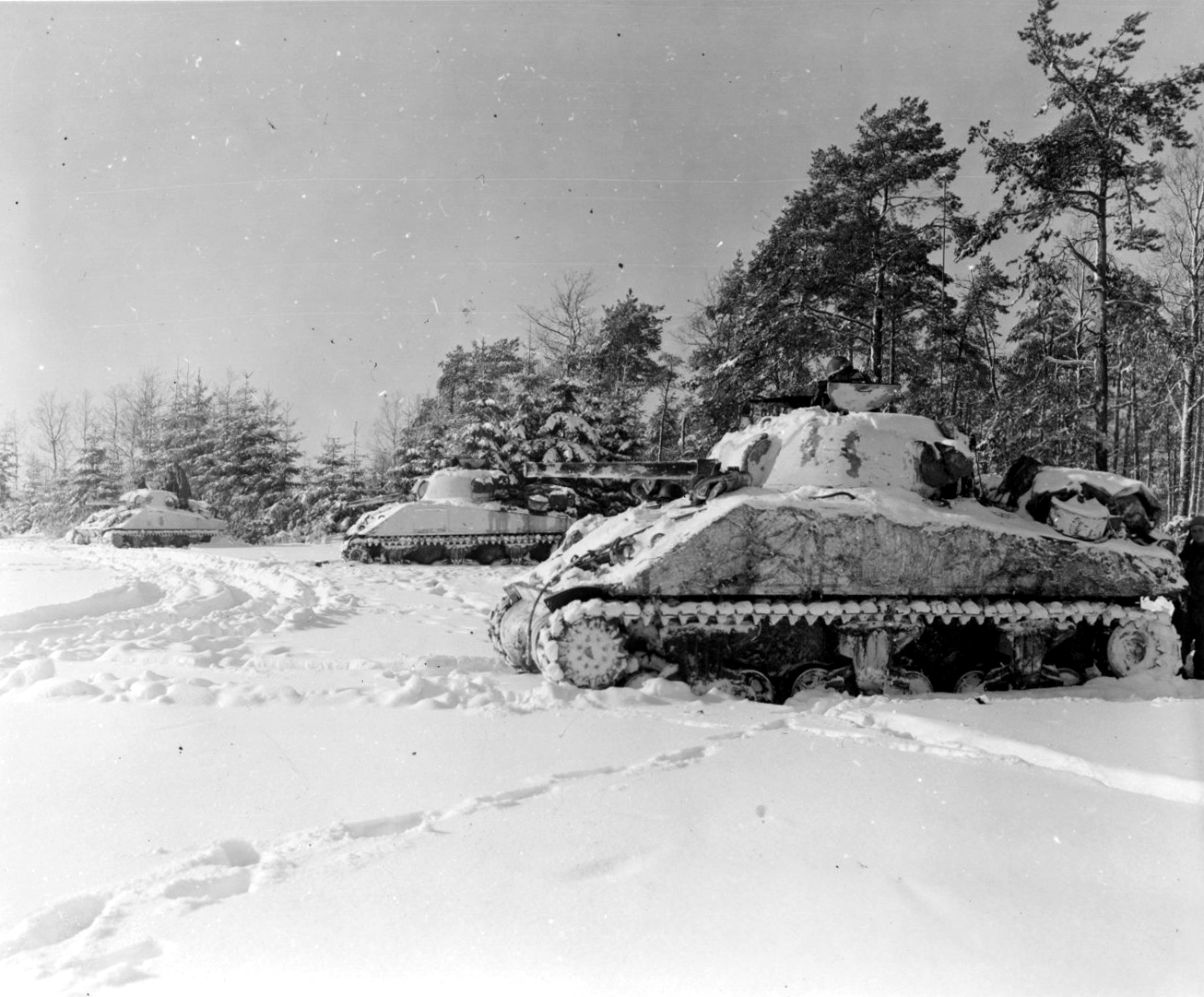
Chars M4 Sherman de la 7e division blindée US en position défensive près de Saint-Vith, 1944.

La ville belge de Saint-Vith était un carrefour vital (gare de triage et de réparation des chemins de fer) et d'importance stratégique, étant située à la frontière avec le Troisième Reich et le Luxembourg. Elle est également située à proximité de l'extrémité ouest de la trouée de Losheim, une vallée qui traverse les crêtes densément boisées de la forêt ardennaise, axe majeur de la contre-offensive allemande. La 28e division d'infanterie US, la 7e division blindée, la 9e division blindée et la 106e division d'infanterie, sous commandement du général Bruce C. Clarke, furent assignées à la défense de la ville.
La contre-offensive allemande fut contenue avec succès par les troupes américaines, ralentissant considérablement l'avancée allemande sur tout le front des Ardennes. Toutefois, Bruce C. Clarke abandonne la ville le 21 décembre sur l'ordre de Bernard Montgomery et ses troupes sont redéployées plus à l'ouest avec la 82e division aéroportée afin de couvrir tout le front et mettre en échec les attaques allemandes.
Le 23 décembre, leurs positions sont toutefois intenables et les Américains battent en retraite à l'ouest de la Salm. Les Alliés bombardent alors intensivement Saint-Vith le 25 et 26 décembre 1944. La ville fut détruite à 95 %.
Les pertes américaines totales s’élevèrent à 12 500 tués, blessés, capturés ou disparus lors de la bataille.

## Analyse et impact sur la contre-offensive allemande

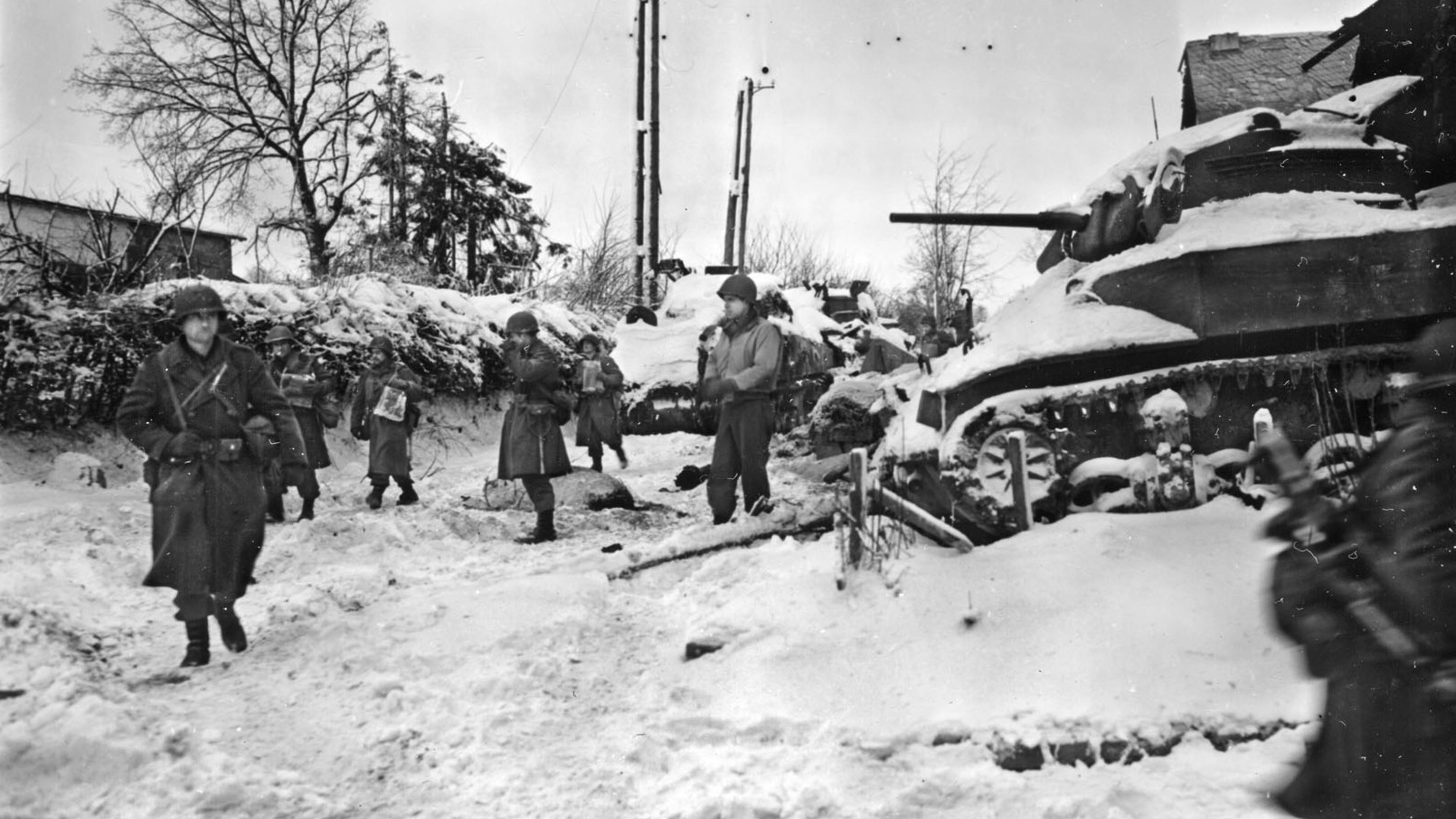
Soldats américains à Saint-Vith en janvier 1945. On peut voir des chars M3 Stuart.

L'état-major allemand prévoyait de recapturer Saint-Vith le 17 décembre 1944 vers 18 h 00. La résistance des Américains dans et autour de la ville, soutenus par la Royal Air Force britannique, retarda ainsi de manière considérable leurs plans de contre-offensive.

## Libération de la ville en janvier 1945
Saint-Vith est libérée définitivement le 23 janvier 1945 par la 2e division d'infanterie et la 30e division d'infanterie US. Des combats perdurent jusqu'au 1er février 1945, date à partir de laquelle les dernières troupes allemandes quittent Saint-Vith et battent en retraite. L'opération « Wacht am Rhein » s'était terminée par un échec et dès lors les Alliés pourront lancer leur campagne ultime qui mènera à la chute du Troisième Reich (voir l'article campagne d'Allemagne).

## Cartes et documents

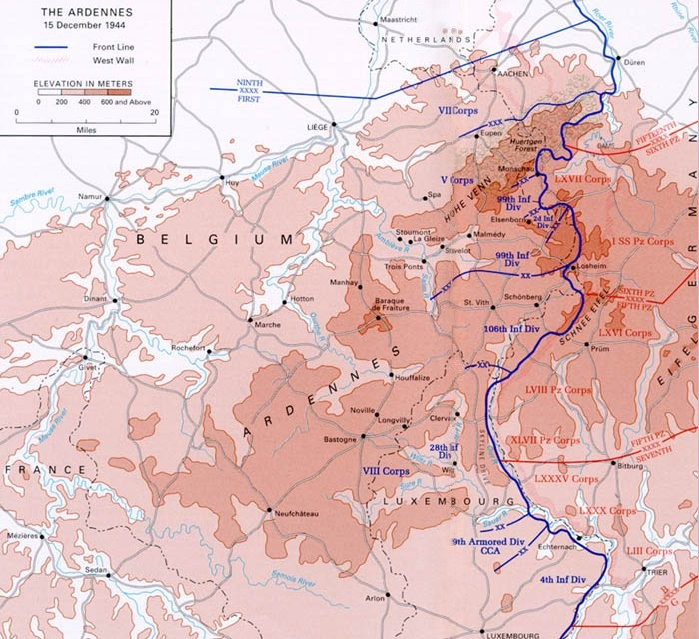
Situation sur le front des Ardennes juste avant la contre-offensive nazie, 15 décembre 1944.
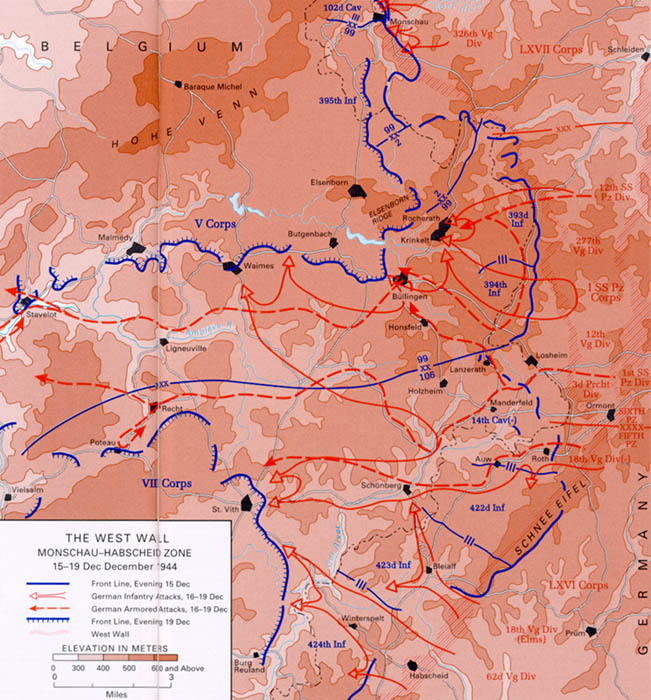
Théâtre des opérations, 15-19 décembre 1944.
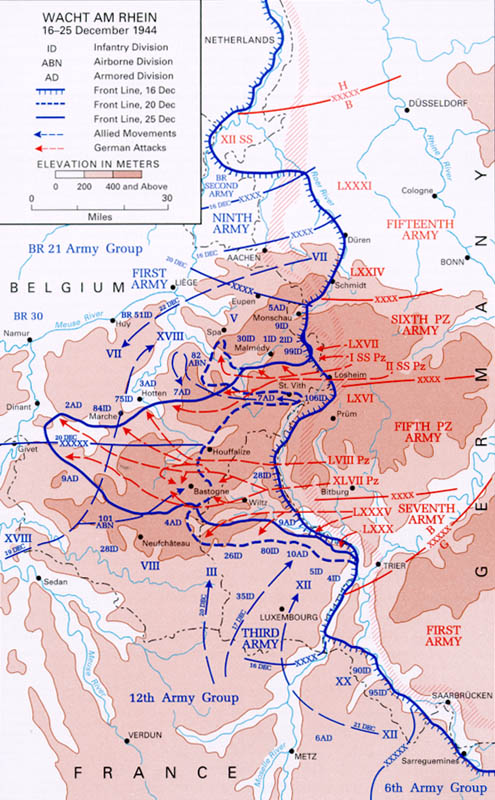
Progression de la contre-offensive nazie lors de l'opération « Wacht am Rhein », 16-25 décembre 1944.
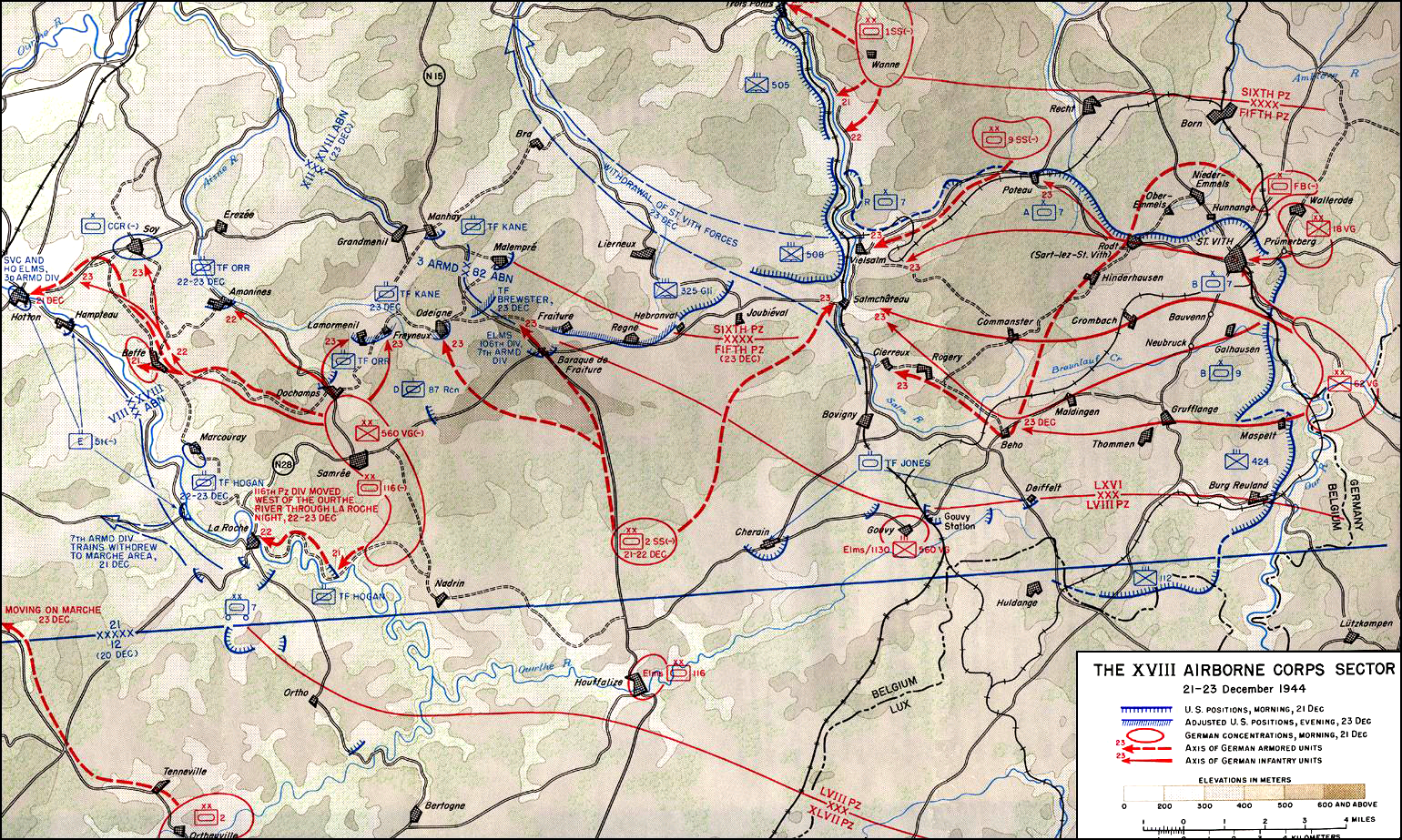
Théâtre des opérations, 21-23 décembre 1944 et retraite américaine.
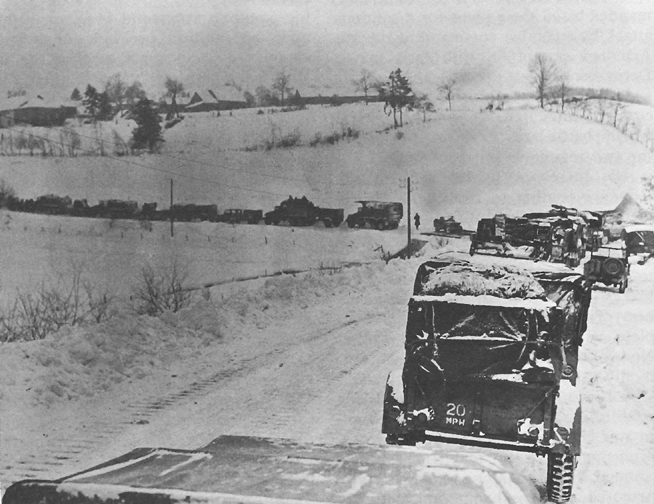
Convoi allié à Saint-Vith, 1944.
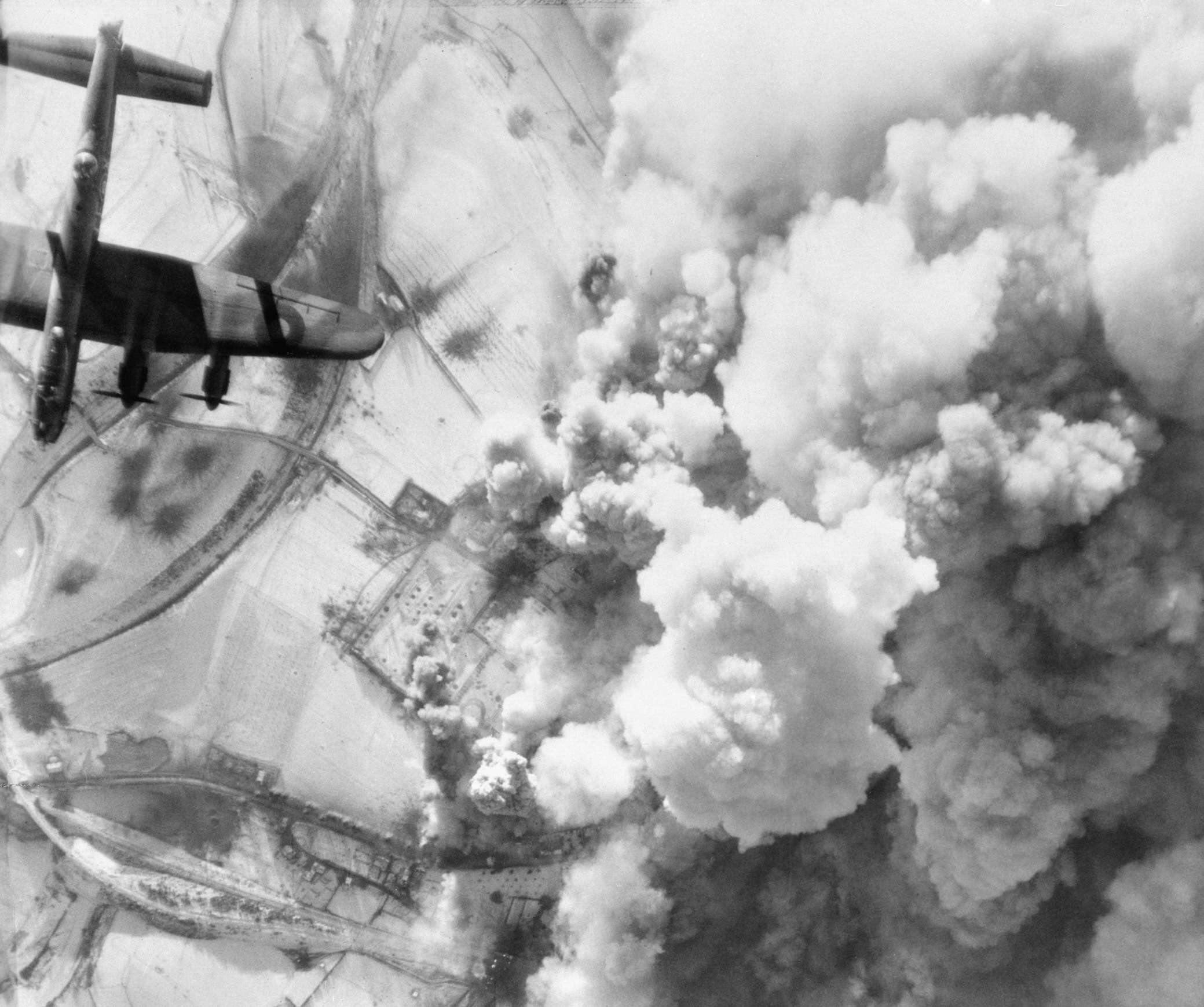
Attaque de la Royal Air Force contre Saint-Vith, 26 décembre 1944.
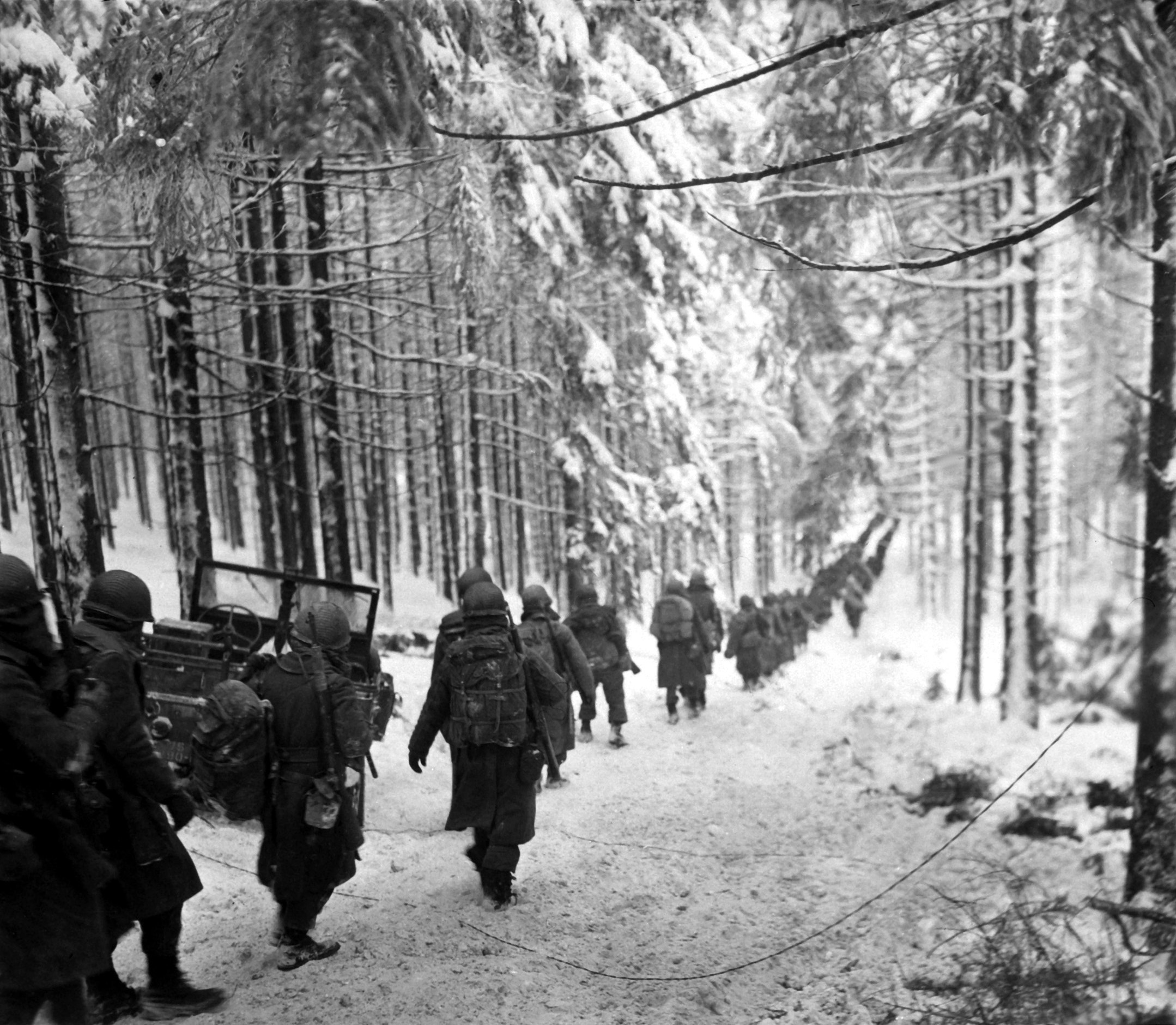
Soldats américains en marche dans la région de Saint-Vith, 24 janvier 1945.

### Filmographie
- (en) Tried By Fire Battle of St. Vith - part I
- (en) Documentaire sur la bataille de Saint-Vith - Partie I (1965)
- (en) Documentaire sur la bataille de Saint-Vith - Partie II

Également disponible sur l'Internet Archive